# August Bungert
Pour les articles homonymes, voir Bungert.
Friedrich August Bungert (14 mars 1845 - 26 octobre 1915) est un compositeur et poète allemand, connu notamment pour ses opéras.

## Biographie

### Jeunes années
Bungert est né à Mülheim. Son talent musical hors du commun est remarqué et nourri au lycée par son professeur, Heinrich Kufferath, le frère du compositeur Hubert Ferdinand Kufferath (de). Le père de Bungert, un riche marchand et un membre éminent de la communauté, n'est pas enthousiasmé par les ambitions de son fils et considère ses capacités musicales comme un « penchant infortuné ». Il aurait préféré que son fils entreprenne une carrière de commerçant ou de médecin. Seule sa mère le soutient, mais elle décède quand August Bungert a dix ans. Au lendemain de sa mort, le conflit entre le père et le fils s'intensifie.
Après avoir terminé ses études secondaires à 16 ans, Bungert s'enfuit à Cologne. Il y fréquente le Conservatoire et reçoit l'enseignement de Ferdinand Kufferath, le frère de son professeur de lycée. À Cologne, il est découvert par la sœur du compositeur Max Bruch, qui avait été chargée par le Conservatoire de Paris de trouver un musicien de talent pour faire ses études à Paris.

### Carrière musicale
Bungert est très démuni à Paris, réussissant tout juste à joindre les deux bouts en donnant des cours de piano, jusqu'à ce que son père lui accorde à contrecœur une petite aide d'urgence. Bien que le Conservatoire de Paris ait abrité quelques musiciens célèbres, tels que Berlioz, Auber et Rossini, qui remarquaient parfois des élèves talentueux, Bungert n'y reçoit les encouragements qu'il attendait. En partie à cause de cette déception, et en partie à cause d'une histoire d'amour malheureuse, il retourne en Allemagne. En 1869, il occupe le poste de chef de chœur et, en 1870, celui de chef d'orchestre à Bad Kreuznach. S'il compose davantage à Kreuznach - la production de sa pièce Hutten und Sickingen lors de l'inauguration d'un monument fut un grand succès - il n'est visiblement pas satisfait.
En 1874, il s'installe à Berlin, où il poursuit ses études auprès de Friedrich Kiel. Là, il produit des œuvres plus importantes, notamment le Quatuor avec piano en mi bémol majeur, opus 18, qui reçoit le prix du Quatuor florentin de 1877 par Johannes Brahms et Robert Volkmann qui étaient les juges du concours. Selon Bungert, il compose la pièce alors qu'il est au lit, souffrant d'une appendicite. Le quatuor avec piano a été joué avec beaucoup de succès à Constantinople (aujourd'hui Istanbul) en 1913.
Bungert voyage en Italie avec l'argent du prix, apparemment pour des raisons de santé, mais également probablement à cause d'un profond désir de vie italienne, s'installant à Pegli, près de Gênes. Il y rencontre Giuseppe Verdi, et son voisin est le philosophe Friedrich Nietzsche, avec qui il nouera une forte amitié. À Pegli, il écrit l'opéra Aurora, créé à Leipzig en 1884.

### Carmen Sylva et Leutesdorf
En Italie, Bungert fait la connaissance de la reine de Roumanie, Élisabeth de Wied, connue sous le nom d'artiste Carmen Sylva, qui deviendra plus tard une grande importance pour sa vie et pour sa musique. Grâce à Sylva, il obtint enfin l'accès tant attendu à la plus haute noblesse. Bungert devient l'hôte régulier des châteaux royaux de Wied et des cours royales suédoise et roumaine.

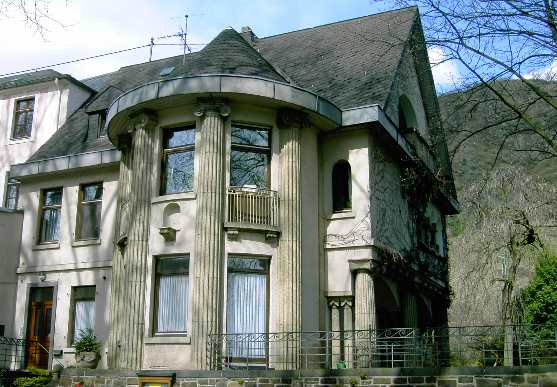
August-Bungert-Haus à Leutesdorf.

En 1890, Sylva lui offre un piano à queue Bechstein et en 1894, elle lui transfère la propriété d'une maison. Cette maison, située sur le Rhin à Leutesdorf, a un grand jardin et a été rénovée par l'architecte de Cologne Carl Schauppmeyer dans le style ionique. La villa est toujours considérée comme une parure dans la Rheinallee bordée de platanes (aujourd'hui August-Bungert-Allee). Bungert meuble la maison avec des meubles coûteux, des œuvres d'art et des souvenirs. Il obtient ses plus grands triomphes artistiques pendant cette période, en particulier avec la mise en musique de la poésie de Sylva, ainsi que ses chansons du Rhin, pour lesquelles il écrit les textes lui-même. Il compose souvent à sa table habituelle dans le jardin du Rhin de l'hôtel Leyscher Hof à Leutesdorf.
Sylva fonde une organisation appelée le Bungert-Bund pour promouvoir sa musique. Outre un opéra-comique intitulé Die Studenten von Salmanca (Les Étudiants de Salamanque), il se concentre sur deux tétralogies épiques basées sur l'Iliade et l'Odyssée intitulées Homerische Welt (Monde homérique). La première partie, L'Iliade (inachevée), était divisée en Achille et Clytemnestre (avec trois autres sections prévues). La deuxième partie, achevée et jouée à Dresde entre 1898 et 1903, est L'Odyssée, divisée en Circé, Nausicaa, Le retour d'Ulysse et La mort d'Ulysse. Les différentes parties de l'Odyssée ont été jouées plus de 100 fois dans le reste de l'Europe.
À cette époque, Bungert était considéré comme l'antithèse de Wagner - les œuvres de Wagner s'inspiraient de thèmes de la mythologie nordique, tandis que les livrets de Bungert étaient influencés par les classiques grecs. Bungert était fortement influencé par Wagner et prévoyait de construire un théâtre de style Bayreuth à Bad Godesberg.

### Dernières années
En 1911, Bungert obtient une chaire de professeur à l'Université de Leipzig et y donne plusieurs conférences sur son travail. En 1912, la ville thermale de Wiesbaden lance un « Bungert-Festival » qui suscite beaucoup d'intérêt.
August Bungert meurt des suites d'une longue maladie le 26 octobre 1915 dans sa maison de Leutesdorf. Chrétien luthérien, il n'a pas été autorisé (selon ses propres souhaits) à être enterré dans le cimetière de Leutesdorf, une ville résolument catholique. Sa tombe se trouve au cimetière de la Feldkirche à Neuwied. La maison de Bungert à Leutesdorf est actuellement une résidence privée et non ouverte au public.
Aujourd'hui, sa musique est très rarement jouée.

## Œuvres
Son catalogue comprend 362 lieder, dont beaucoup sont basées sur des textes de Carmen Sylva, alors qu'il a lui-même écrit la plupart des paroles de ses lieder rhénans. Sa plus grande œuvre est la tétralogie d'opéra Die Homerische Welt (Le Monde homérique), inspirée par L'Anneau du Nibelung de Richard Wagner.
- Aurora (autres titres : Liebe Siegerin / Die Studenten von Salamanka - Cher Victrix /  Les Étudiants de Salamanque), Musik-Lustspiel (Jeu musical), op. 23, créé à Leipzig en 1884, livret de Hermann Graeff.
- Hutten und Sickingen (dramatisches Festspiel für das deutsche Volk - spectacle dramatique pour le peuple allemand), drame musical sous forme de reconstitution historique en cinq actes, op. 40, créé à Bad Kreuznach en 1889, livret d'August Bungert.
- Homerische Welt (Monde homérique - autre titre : Die Odyssee - L'Odyssée) quatre opéras, op. 30, livret d'August Bungert :
  - Partie I : Circé, tragédie musicale en trois actes, op. 30/1, créé en 1898 à l'Opéra de la Cour de Dresde (Hofoper)
  - Partie II : Nausicaa, tragédie musicale en trois actes, op. 30/2, créé en 1901 à l'Opéra de la Cour de Dresde
  - Partie III : Le retour d'Ulysse, tragédie musicale en trois actes, op. 30/3, créé en 1896 à l'Opéra de la Cour de Dresde
  - Partie IV : La mort d'Ulysse, tragédie musicale en trois actes, op. 30/4, créé en 1903 à l'Opéra de la Cour de Dresde.
- Sinfonia Vietrix, symphonie en quatre mouvements pour orchestre, chœur et voix solistes, op. 70.
- Torquato Tasso, ouverture symphonique pour grand orchestre, op.14, d'après le drame du même nom de Johann Wolfgang von Goethe.
- Auf der Wartburg ( Au château de Wartburg ), poème symphonique pour grand orchestre, op.29.
- Neue Volks- und Handwerkerlieder in drei Bänden mit Klavierbegleitung (Nouvelles chansons folkloriques et artisanales en trois volumes avec accompagnement de piano ), op. 49, recueil de chansons en trois volumes avec accompagnement de piano, basé sur des textes de Carmen Sylva, Joseph von Eichendorff, Theodor Storm et d'autres personnes, créé entre 1890 et 1894.
- Faust, musique de scène pour la production de Faust pour le Goethe-Festival (Goethefestspiele) en 1903 à Düsseldorf, op.58.
- Mysterium, oratorio basé sur des textes de la Bible, op. 60, créé en 1909 à Neuwied, publié la même année[2].
- Genius Triumphans (Zeppelins große Fahrt) (Génie triomphant (Le grand voyage du Zeppelin)), symphonie, op. 71, réalisée en l'honneur du premier vol d'un zeppelin.

### Liste par numéro d'opus
- Opus 1 : Junge Lieder I
- Opus 2 : Junge Lieder II
- Opus 3 : Junge Lieder III
- Opus 4 : Junge Lieder IV
- Opus 5 : Junge Lieder V
- Opus 6 : Junge Lieder VI
- Opus 7 : Junge Lieder VII
- Opus 9 : Aus jungen Tagen, douze pièces pour piano
- Opus 11 : Junge Leiden, quatre lieder
- Opus 13 : Variations et Fugue, pour piano
- Opus 14 : Torquato Tasso, ouverture symphonique
- Opus 15 : Frühlings-Stimme
- Opus 16 : Deutsche Reigen, pour piano quatre mains
- Opus 17 : Lieder eines Einsamen
- Opus 18 : Quatuor avec piano
- Opus 20 : Sinfonie f-Moll
- Opus 23 : Aurora
- Opus 29 : Auf der Wartburg, poème symphonique
- Opus 30 : Die Odyssee, quatre opéras
- Opus 31 : Lieder einer Königin
- Opus 34 : Gestalten und Erinnerungen
- Opus 35 : Dramen in Liedern
- Opus 36 : Calafat
- Opus 37 : Mein Rhein
- Opus 40 : Hutten und Sickingen, drame musical en cinq actes
- Opus 44 : Lieder einer Königin II
- Opus 46 : Die Sphinx
- Opus 48 : Sonate pour violon
- Opus 49 : Lieder
- Opus 51 : Eine Reise in Fiedern
- Opus 53 : Aus meinem Wanderbuch, quatre pièces pour piano
- Opus 55 : Aus der Verschollenheit
- Opus 56 : Serbische Lieder im Volkston
- Opus 58 : Bühnenmusik zu Faust, musique de scène
- Opus 59 : Am Wege
- Opus 60 : Mysterium, oratorio
- Opus 63 : Vom sonnigen Kinder-Eiland
- Opus 68 : Im Rheingau
- Opus 69 : Phantasiewalzer, pour orchestre
- Opus 70 : Sinfonia Vietrix, symphonie
- Opus 71 : Genius Triumphans (Zeppelins große Fahrt), symphonie
- Opus 72 : Im Hafen, lieder
- Opus 73 : Aus der Fülle
- Opus 74 : Krönungs-Marsch
- Opus 76 : Helden-Frauermarsch